# 灌木澤 (北美南部)

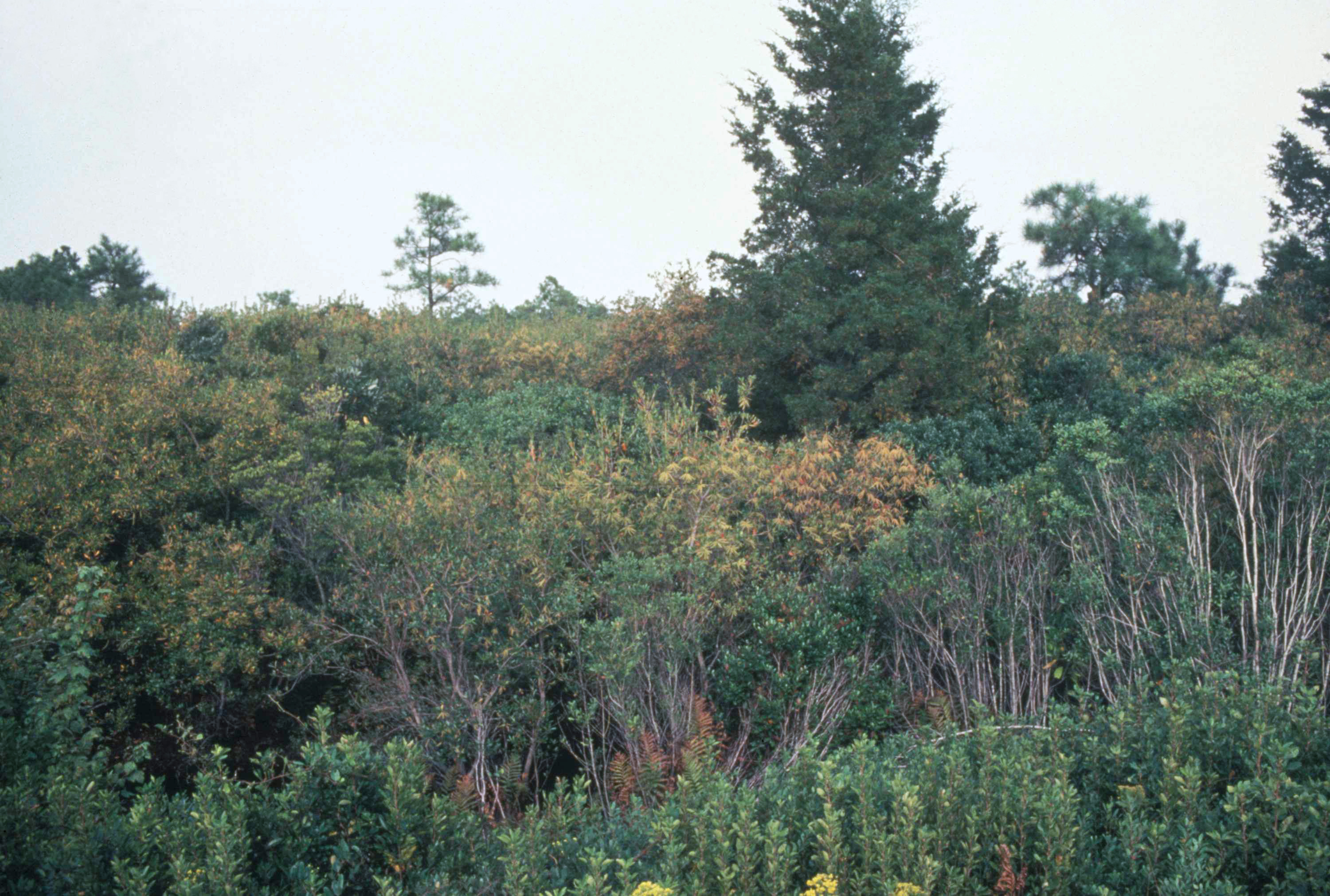
北卡罗来纳州的灌木澤

灌木澤是一种沼積湿地，有厚厚的一层酸性沙质泥炭土壤，植被以灌木為主。除了在旱季、持久性干旱的情况下之外，灌木澤的土壤中通常富含地下水。然而灌木澤通常缺乏营养素（尤其是磷）。
北美洲大西洋海岸平原南部有许多灌木澤，从美国的弗吉尼亚州东南部开始，沿着北卡罗来纳州，一直延续到南卡罗来纳州。大部分灌木澤位于北卡罗莱纳州。这些沼泽地占据了溪流、河漫滩之间那些排水不畅的高地，其地底通常会有上层滞水面。